# Rolfstorp sogn
Rolfstorp sogn i Halland var en del af Himle herred. Rolfstorps distrikt dækker det samme område og er en del af Varbergs kommun. Sognets areal var 54,78 kvadratkilometer, heraf land 52,49. I 2020 havde distriktet 1.129 indbyggere. Landsbyen Rolfstorp ligger i sognet og Bockstenmanden blev fundet i sognets østlige dele.
Navnet (1475 Rowelstorp) består af to dele, mandsnavnet Rolf og torp.. Befolkningen steg fra 1810 (930 indbyggere) til 1870 (1.560 indbyggere). Derefter faldt den, så der i 1960 var 815 indbyggere i Rolfstorp. Siden er befolkningen steget igen.
Der er fire naturreservater i sognet: Nabben (delt med Sibbarp sogn) og Gæssløsa er en del af EU-netværket Natura 2000, mens Hallagården (delt med Skællinge sogn) og Skærte er kommunale naturreservater.